# كاسر الحجر الصاعد
كاسر الحجر الصاعد (الاسم العلمي:Saxifraga adscendens) هو نوع من النباتات يتبع جنس كاسر الحجر من فصيلة كاسرات الحجر.